# باناواسی
باناواسی (به انگلیسی: Banavasi) یک منطقهٔ مسکونی در هند است که در بخش اتر واقع شده‌است. باناواسی ۴٬۲۶۷ نفر جمعیت دارد.